# Parc Nacional de Matobo
El Parc Nacional de Matobo forma el nucli dels Pujols de Matobo o Matobos Hills, una àrea formada per turons testimoni de granit i valls boscoses a uns 35 quilòmetres al sud de Bulawayo, a Zimbàbue. El parc té una extensió de 424 quilòmetres quadrats, mentre que els turons o muntanyes de Matobo ocupen una àrea de més de 3.000 quilòmetres quadrats.
Aquesta regió tan singular es va formar fa uns dos mil milions d'anys, quan el granit es va veure forçat a pujar a la superfície i originà un paisatge ple de turons testimoni formats per grans còdols. El punt més alt del parc és un promontori anomenat Gulati (1.549 m), al cantó nord-est del parc.
El Parc Nacional de Matobo és el més antic de Zimbàbue, establert el 1926 amb el nom de Rhodes Matopos National Park per Cecil Rhodes. Llavors ocupava una extensió major, però es va renegociar per donar assentament a la població local i es van separar les terres comunals de Khumalo i Matobo. Més tard, però, es va incrementar amb l'adquisició de les granges World's View i Hazelside al nord.
Els turons de Matobo van ser designats Patrimoni de la Humanitat per la UNESCO el 2003. La zona "exhibeix una profusió de formes rocoses distintives que s'eleven per sobre de l'escut de granit que cobreix gran part de Zimbàbue".